# Hyalinoecia varians
Hyalinoecia varians är en ringmaskart som beskrevs av Baird 1869. Hyalinoecia varians ingår i släktet Hyalinoecia och familjen Onuphidae. Inga underarter finns listade i Catalogue of Life.